# Lena Drieschner
Lena Drieschner (* 1983) ist eine deutsche Schauspielerin.

## Leben
Lena Drieschner stammt aus Nordrhein-Westfalen und wuchs in Wuppertal auf. Von 2005 bis 2009 absolvierte sie ihr Diplom-Schauspielstudium an der Hochschule für Musik und Darstellende Kunst Stuttgart. Während ihres Studiums trat sie am Wilhelma-Theater in Stuttgart-Bad Cannstatt und am Staatstheater Stuttgart auf, wo sie, u. a. neben Jan Krauter und Andreas Helgi Schmid, in einer Hochschulproduktion die Marie in Woyzeck spielte.
Von Juli 2009 bis September 2017 war Drieschner festes Ensemblemitglied am Stadttheater Freiburg. Dort spielte sie zahlreiche Rollen des klassischen und modernen Theaterrepertoires. Zu ihren Bühnenrollen gehörten u. a. die Schiller’sche Jungfrau von Orleans, Smeraldina in Der Diener zweier Herren, Recha in Nathan der Weise und Anna in Die Mutter von Maxim Gorki. Sie wirkte auch in musikalischen Produktionen mit, übernahm Rollen im Kinder- und Jugendtheater und trat mit literarischen Solo-Programmen und als Rezitatorin auf. Am Theater arbeitete sie u. a. mit den Regisseuren und Regisseurinnen Gerd Heinz, Jarg Pataki, Christoph Frick, Uli Jäckle, Calixto Bieito, Robert Schuster, Felicitas Brucker, Florian Hertweck, Mareike Mikat, René Pollesch und Tom Kühnel zusammen.
2018 trat sie im „Peterhofkeller Freiburg“, dem neuen Kulturzentrum der Universität Freiburg, in einer Produktion des „Theaterkollektivs Raum Zeit“ auf. 2019 gastierte sie am Schauspielhaus Zürich in dem Stück Die Zweite Frau von Nino Haratischwili.
Gelegentlich übernahm Drieschner auch Film- und Fernseharbeiten. Im SWR-Tatort: Vom Himmel hoch (Erstausstrahlung: Dezember 2018) verkörperte sie die US-Soldatin Heather Miller, die als „Screener“ im Drohnenkrieg eingesetzt war und unter einer posttraumatischen Belastungsstörung leidet. In der 16. Staffel der ZDF-Serie SOKO Wismar (2020) hatte sie eine der Episodenhauptrollen als Schiffsmechanikerin und Mutter eines Abiturienten, der gemeinsam mit seinem besten Freund zu einer Weltumsegelung aufbrechen wollte. In dem zweiteiligen ZDF-Mysterythriller Waldgericht – Ein Schwarzwaldkrimi (2021) verkörperte Drieschner, an der Seite von Peer Oscar Musinowski und Jessica Schwarz, die Gerbereiangestellte Jutta Züffle. In der 5. Staffel der TV-Serie WaPo Bodensee (2021) übernahm Drieschner eine der Episodenhauptrollen als Bootsverleiherin und Schwester der ermordeten Freundin des Wasserschutzpolizisten Jakob Frings (Max König).
Drieschner lebt in Freiburg im Breisgau.

## Filmografie (Auswahl)
- 2015: Bube Stur (Kinofilm)
- 2018: Tatort: Vom Himmel hoch (Fernsehreihe)
- 2020: SOKO Wismar: Wann, wenn nicht jetzt? (Fernsehserie, eine Folge)
- 2020: Kepler – Der Himmelsstürmer (Dokumentarfilm)
- 2021: Waldgericht – Ein Schwarzwaldkrimi (Fernsehfilm)
- 2021: WaPo Bodensee: Haus am See (Fernsehserie, eine Folge)
- 2024: Finsteres Herz – Die Toten von Marnow 2 (Fernsehserie)